# Едуард Генрі Стенлі, 15-й граф Дербі
Едуард Генрі Стенлі, 15-й граф Дербі (англ. Edward Stanley, 15th Earl of Derby; 1826—1893) — британський державний діяч. Міністр закордонних справ Великої Британії.

## Життєпис
Після закінчення курсу в Кембридзькому університеті здійснив подорож в Північну Америку і Вест-Індію. Під час своєї відсутності був обраний (1848) членом палати громад, у якій і залишався до 1869 року, коли зі смертю батька успадкував титул графа Дербі й перейшов в палату лордів. З 1844 по 1869 року був відомий під титулом чемності лорд Стенлі.
У першому кабінеті свого батька 14-го графа Дербі (1852) обіймав посаду товариша міністра закордонних справ. Хоча він належав до партії торі, однак лорд Пальмерстон в 1855 році запропонував йому міністерство колоній, але він відмовився прийняти його. У другому міністерстві батька (1858) він отримав пост міністра у справах Індії, а в третьому (1866) — товариша міністра закордонних справ і в цьому званні брав діяльну участь в переговорах (1867 р.) з метою врегулювання дипломатичного конфлікту між Францією і Пруссією з люксембурзького питання.
Після виходу батька у відставку (в лютому 1868), він зайняв пост міністра закордонних справ. Цей же пост він отримав і в новому консервативному кабінеті Дізраелі (1874 р.). Наступні роки були головною епохою політичної діяльності Дербі, який проявив велику миролюбність і самостійність політичних переконань. Під час російсько-турецької війни 1877-78 рр. Він посилено протидіяв войовничим задумам Биконсфильда, наполягаючи на тому, що уряд не повинен втручатися в боротьбу Росії з Туреччиною, поки не порушені англійські інтереси. Коли в грудні 1878 р англійському флоту наказано було вирушити в Дарданелли, Дербі подав у відставку, але взяв її назад через скасування цього розпорядження.
Після укладення Сан-Стефанського договору Біконсфільд ухвалив рішення негайно закликати резервістів; але Дербі вважав цей захід передчасної і 28 березня 1878 вийшов у відставку. У пояснення свого виходу з кабінету Дербі заявив, що він не міг схвалити заволодіння Кіпром, за згодою або без згоди Порти. Позиція і дії Дербі в східному питанні сприяв тому, що зв'язки його з консервативною партією ослабли; скоро він зовсім порвав їх, приєднавшись до ліберальної партії.
Коли у 1880 році утворився кабінет Вільяма Гладстона, Дербі надавав йому підтримку, а в 1882 році вступив до його складу як міністр колоній. Наступний кабінет Гладстона Дербі не ввійшов, розходячись з прем'єром в поглядах на ірландське питання, і ставши членом уніоністські партії, не беручи, проте, особливо діяльної участі в політичному житті останніх років. Заснував разом з Джозефом Чемберленом, герцогом Девонширський і іншими групу «ліберал-юніоністів», незабаром примкнула до консерваторам.